# Willem Kromhout
Willem Kromhout (Rotterdam, 10 mei 1864 – Voorburg, 21 juni 1940) was een Nederlands architect.

## Leven

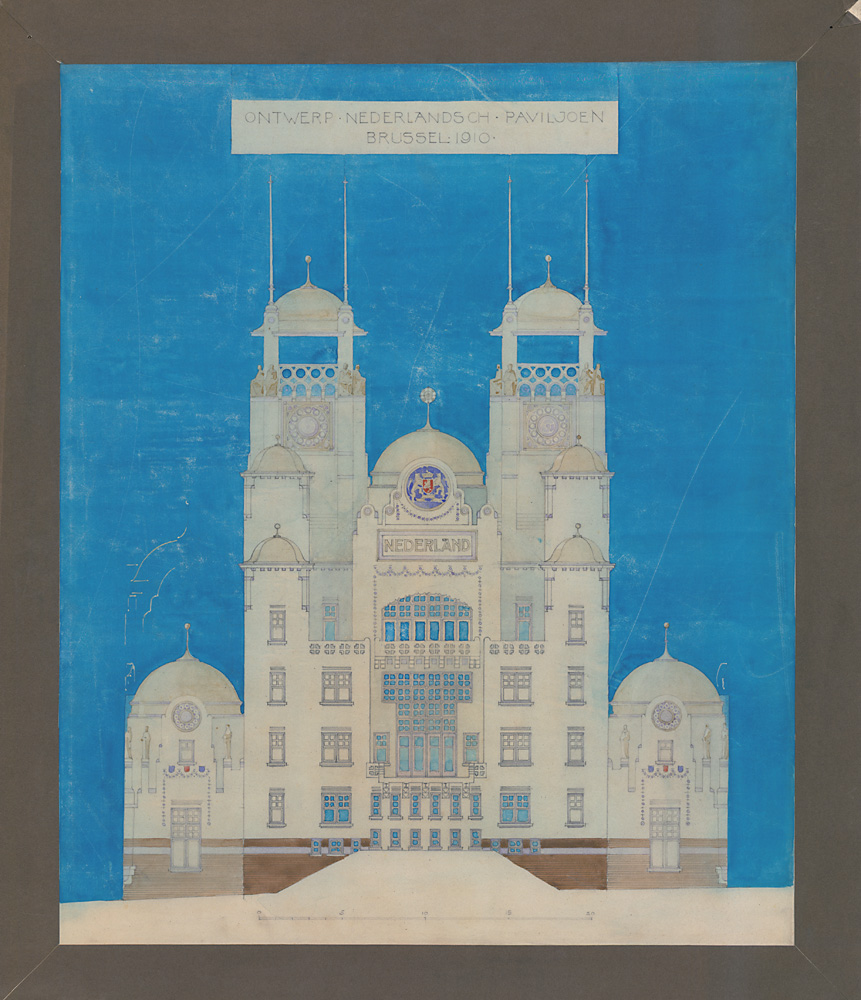
Willem Kromhout, Nederlands Paviljoen voor de Wereldtentoonstelling te Brussel (tweede ontwerp), 1908-1910, Collectie NAi, Rotterdam, KROM 44

Willem Kromhout studeerde aan de Koninklijke Academie van Beeldende Kunsten in Den Haag. In 1890 vestigde hij zich als zelfstandig architect in Amsterdam. Een belangrijk ontwerp van Kromhout uit die tijd is het American Hotel (1898-1902) aan het Leidseplein in Amsterdam. Het American Hotel is ontworpen in de stijl van art nouveau. Kromhout was tweemaal, van 1895-1896 en van 1908-1909, voorzitter van het Amsterdamse architectuurgenootschap Architectura et Amicitia en speelde in 1908 een belangrijke rol in de oprichting van de afdeling Voortgezet en Hooger Bouwkunst Onderricht van de Rijksakademie van Beeldende Kunsten, de huidige Academie van Bouwkunst Amsterdam.
In 1910 werd Kromhout hoofdleraar bouwkunst aan de Academie van Beeldende Kunsten en Technische Wetenschappen in Rotterdam. Hij vestigde zich ook in Rotterdam en bouwde een groot aantal kantoor- en woongebouwen, zoals Pschorr (1922), een bekende dancing aan de vooroorlogse Coolsingel, het kantoor van de Scheepvaart Vereeniging Zuid (1920-1922) in de wijk Delfshaven, het kantoor van drukkerij Wyt (1923-1925), eveneens in Delfshaven, het gebouw van de firma Diepeveen (1929-1930) met de markante toren aan de Vierhavensstraat en de brouwerij en het Kantoorgebouw Heineken (1922-1932) in Crooswijk. Diverse panden van zijn hand staan tegenwoordig op de Rijksmonumentenlijst.

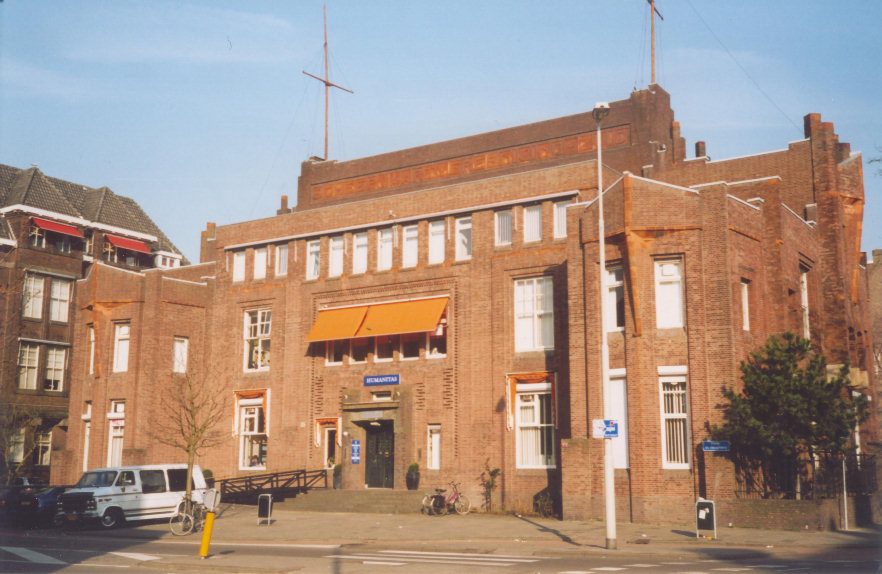
Kantoor van de Scheepvaart Vereeniging Zuid, Pieter de Hoochweg 110, Rotterdam, 1920-1922
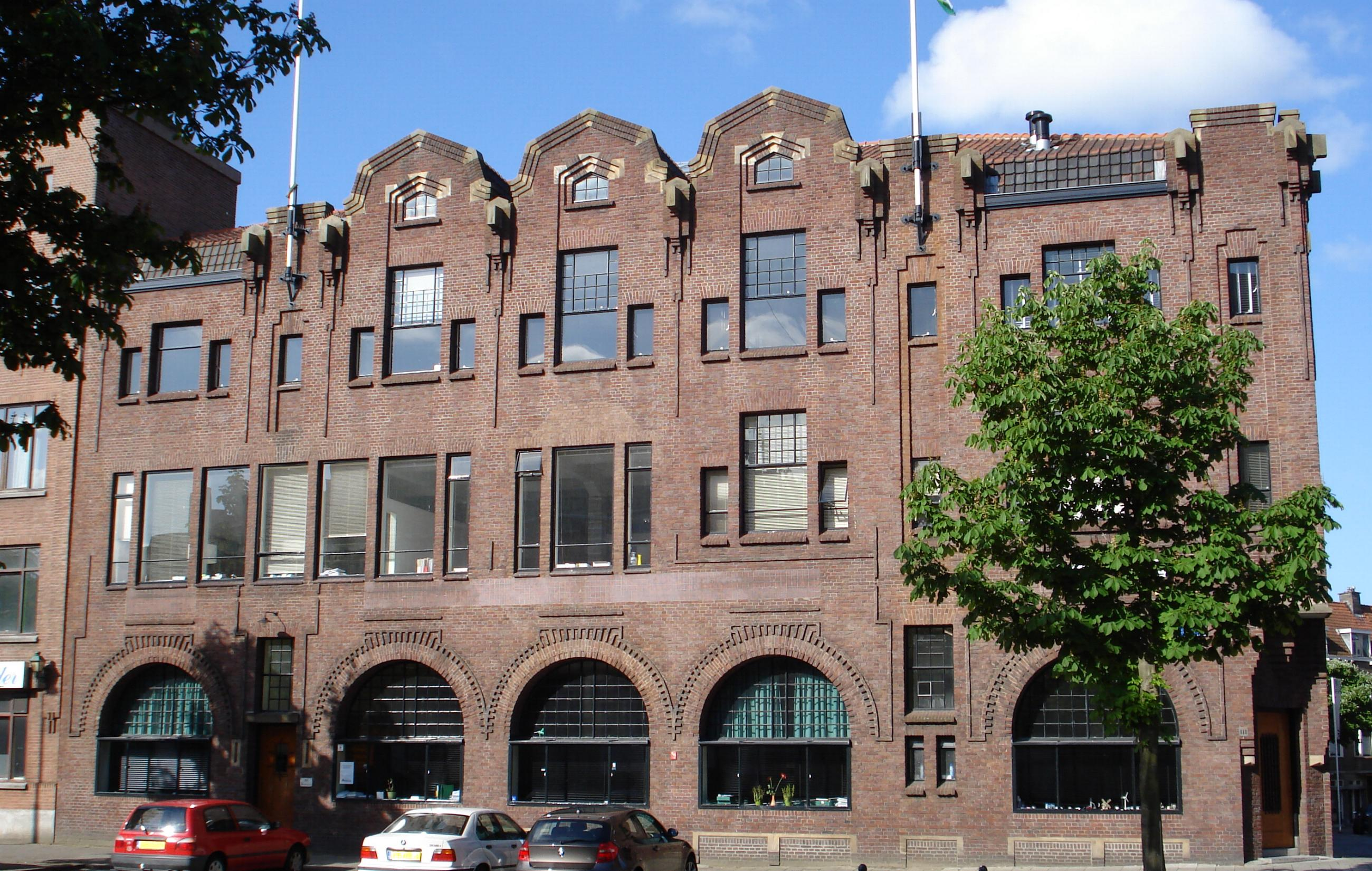
Uitgeverij, drukkerij en boekhandel Wyt, Rotterdam, 1923-1925
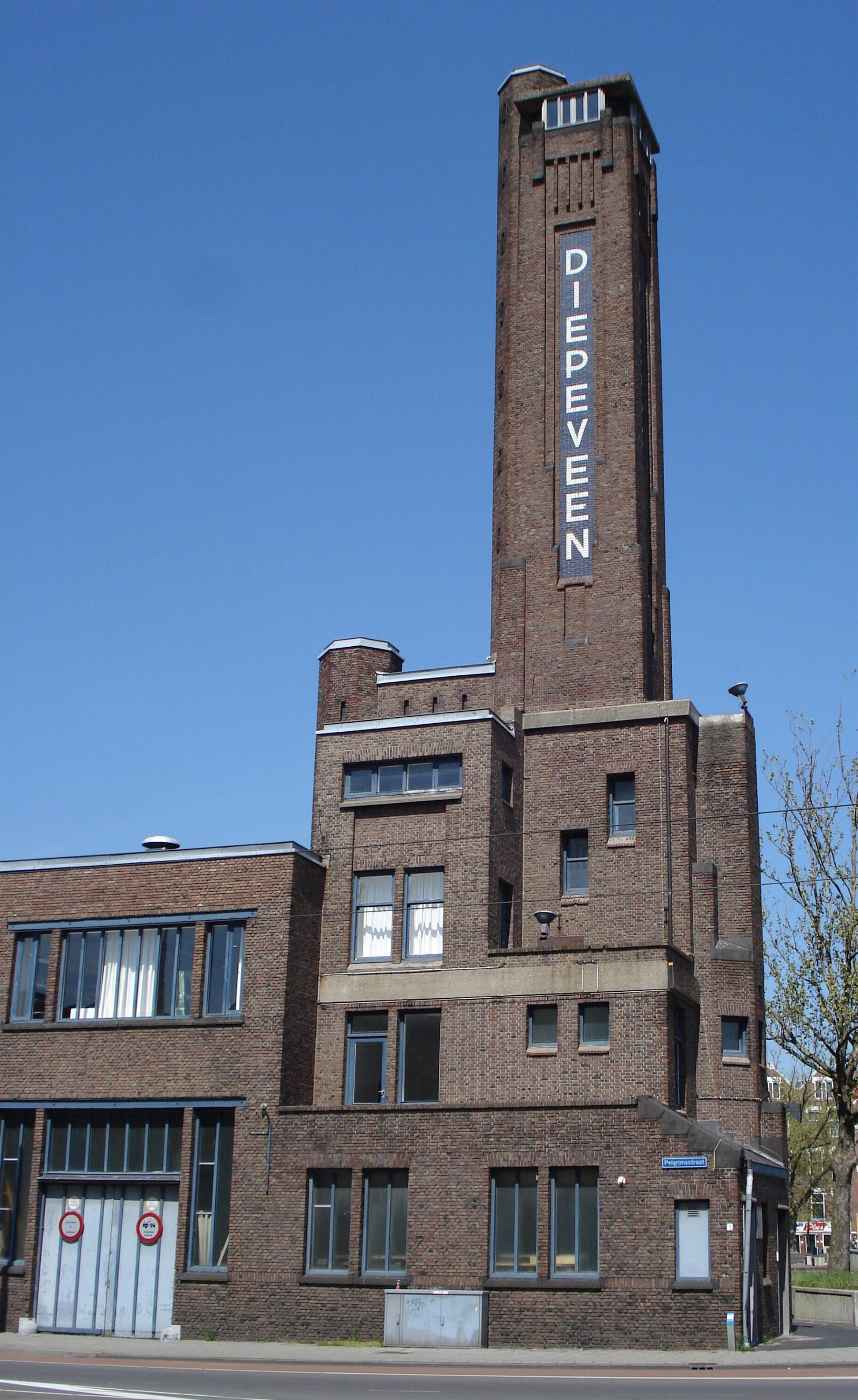
Kantoor firma Diepeveen, Rotterdam, 1929-1930

## Werk
Dit is een overzicht van de belangrijkste ontwerpen van Willem Kromhout.

### Uitgevoerde ontwerpen

#### Woonhuizen
- 1893-1895 – Villa Jorissen, Singel 97, Dordrecht (rijksmonument)
- 1901 – Villa "IJhoek", Parklaan 39, Bussum (rijksmonument)
- 1910-1911 – Winkelhuis, Noordeinde, Den Haag
- 1918 – Villa Ruys, Koepelweg, Noordwijk aan Zee (na 1959 in verval geraakt en afgebroken[4])
- 1921 – Dubbel woonhuis, Essenlaan 36-38, Rotterdam
- 1926-1928 Herenhuizen Vijverlaan 2-4, 's-Gravenweg 45-55
- 1929 – Dubbel woonhuis, Essenlaan 9-11, Rotterdam (rijksmonument)
- 1929 – Ypenhof, Laan van Ypenhof 4, Rotterdam (villa: afgebrand in 1985[5]; portierswoning en brug: rijksmonument)
- 1931 – Villa Diepeveen, 's-Gravenweg 305, Rotterdam (rijksmonument)

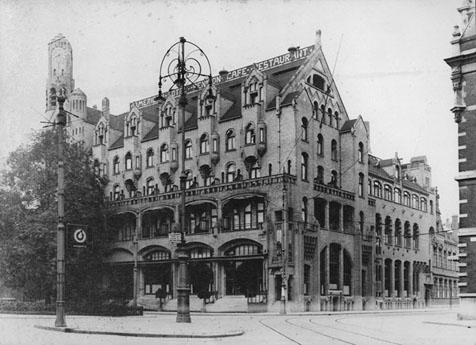
American Hotel, Amsterdam, 1899-1902

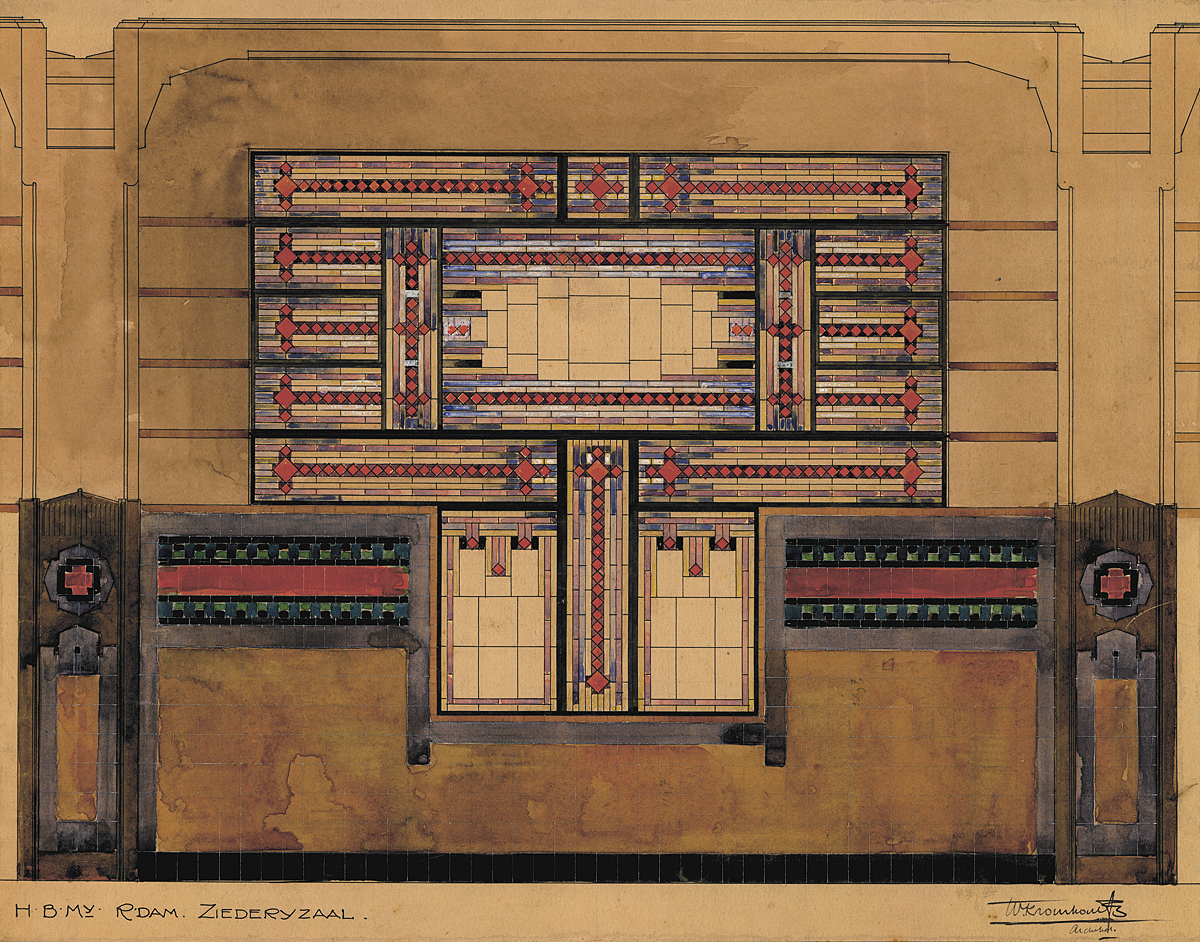
Willem Kromhout, Interieur Heineken Brouwerij in Rotterdam

#### Bedrijven en horeca
- 1899-1902 – American Hotel, Leidseplein 28, Amsterdam (i.s.m. H.G. Jansen) (rijksmonument)
- 1900 – Verbouwing Amsterdamsche Courant en Stoomdrukkerij De Fakkel, Reguliersbreestraat 8, Amsterdam (rijksmonument)
- 1916-1919 – Kantoor De Noordzee voor scheepvaartfirma F. en W. van Dam, Wijnhaven/Korte Wijnbrugstraat, Rotterdam (verwoest in 1940)
- 1920-1922 – Kantoor van de Scheepvaart Vereeniging Zuid, Pieter de Hoochweg 110, Rotterdam (rijksmonument)
- 1920-1922 – Kantoor Rotterdamse Lloyd, Lloydstraat 31, Rotterdam (rijksmonument)
- 1921 – Kantoor N.V. Lisse Bankvereeniging, Lisse
- 1922 – Grand Café-restaurant Pschorr, Coolsingel, Rotterdam (verwoest in 1940)
- 1923-1925 – Uitgeverij, drukkerij en boekhandel Wyt, Pieter de Hoochweg 111, Rotterdam (rijksmonument)
- 1925 –  Bierbrouwerij Heineken, Rotterdam (afgebroken in 1968-1975[6])
- 1932 – Kantoorgebouw Heineken, Crooswijksesingel 50, Rotterdam (rijksmonument)
- 1929-1930 – Kantoorgebouw met woningen en magazijn van de firma Diepeveen, Pelgrimstraat 1-5, Rotterdam (rijksmonument)

#### Ziekenhuizen
- 1907-1909 – Van Itersonziekenhuis, De la Reylaan, Gouda (afgebroken in 1972)
- 1913-1915 – Inrichting voor Ooglijders, Oostmolenwerf 5 / Haringvliet, Rotterdam (verwoest in 1940)
- 1911-1916 – Stadsziekenhuis Stichting Engelenberg, Engelenbergplantsoen 3, Kampen (rijksmonument)

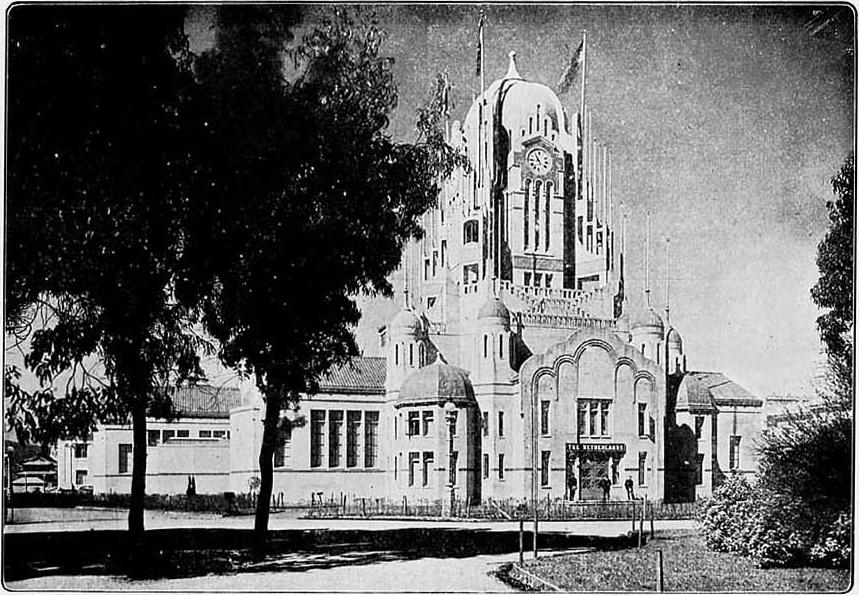
Nederlands paviljoen, Internationale Tentoonstelling, San Francisco, 1915

#### Tentoonstellingspaviljoenen
- 1905 – Nederlands paviljoen Wereldtentoonstelling, Luik
- 1908-1910 – Nederlands paviljoen Wereldtentoonstelling, Brussel
- 1913-1915 – Nederlands paviljoen Wereldtentoonstelling, San Francisco

#### Kerkrestauraties
- 1897-1934 – Grote of Sint-Janskerk (i.s.m. Jos Cuypers); Van der Vormkapel (ontwerp 1934), Gouda (rijksmonument)
- 1926-1932 – Grote of Bartholomeüskerk, Schoonhoven (rijksmonument)
- 1936-1940 – Cunerakerk, Rhenen (rijksmonument)

#### Grafmonumenten
- 1895 – Gedenkteken A. A. van Bergen IJzendoorn, Gouda (rijksmonument)
- 1920 – Grafteken voor Harko Kromhout, Heelsum
- 1940 – Eigen grafmonument, Voorburg

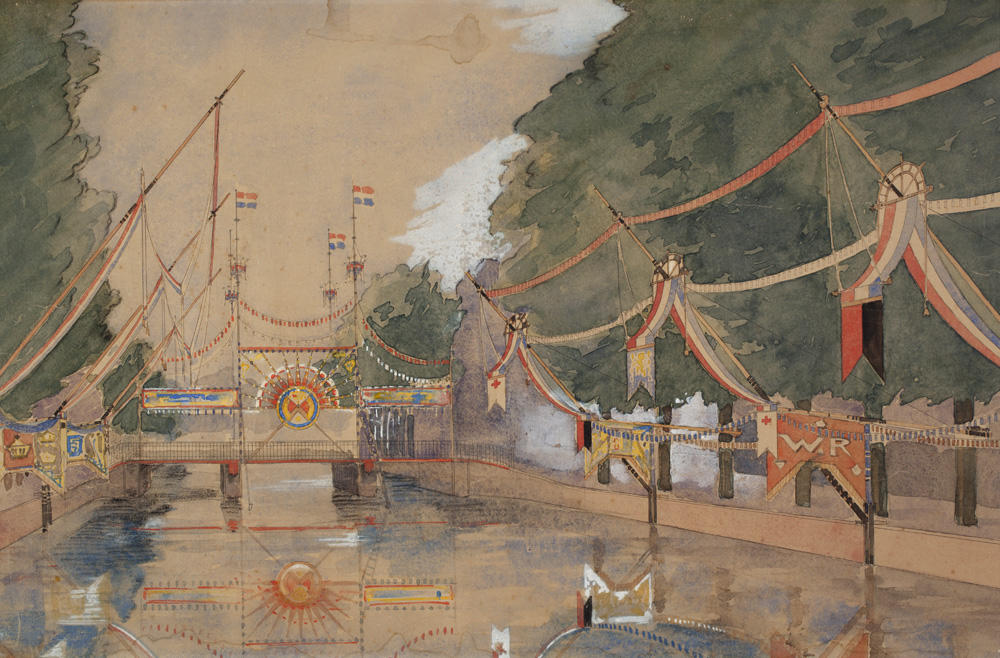
Willem Kromhout, Grachtenversiering voor de inhuldiging van koningin Wilhelmina, 1898, Collectie NAi, Rotterdam

#### Stadsversieringen
- 1898 – Versiering t.g.v. inhuldiging koningin Wilhelmina, Amsterdam
- 1901 – Straatversiering huwelijk van koningin Wilhelmina met Prins Hendrik, Amsterdam
- 1904 – Versiering voor de Marinefeesten, Den Haag

#### Interieurs en meubilair
Naast interieurs en meubilair voor Villa Jorissen (1893-1895), Villa IJhoek (1901), Villa Ruys (1917) en kantoorgebouw Rotterdamse Lloyd (1920):
- 1899 – Biljartzaal in het Nederlandsch Panopticum, Amsterdam
- 1917 – Verbouwing van en meubilair voor het woonhuis van A.J.M. Goudriaan, Hoflaan, Rotterdam
- 1919 – Vergaderzaal in het kantoor van A.J.M. Goudriaan, Veerhaven 2, Rotterdam (rijksmonument)
- 1923-1925 – Verbouwing en betimmering huis De Wijde Blick, Renkum
- 1929-1931 – Passagiersschip MS Dempo

### Niet-uitgevoerde ontwerpen

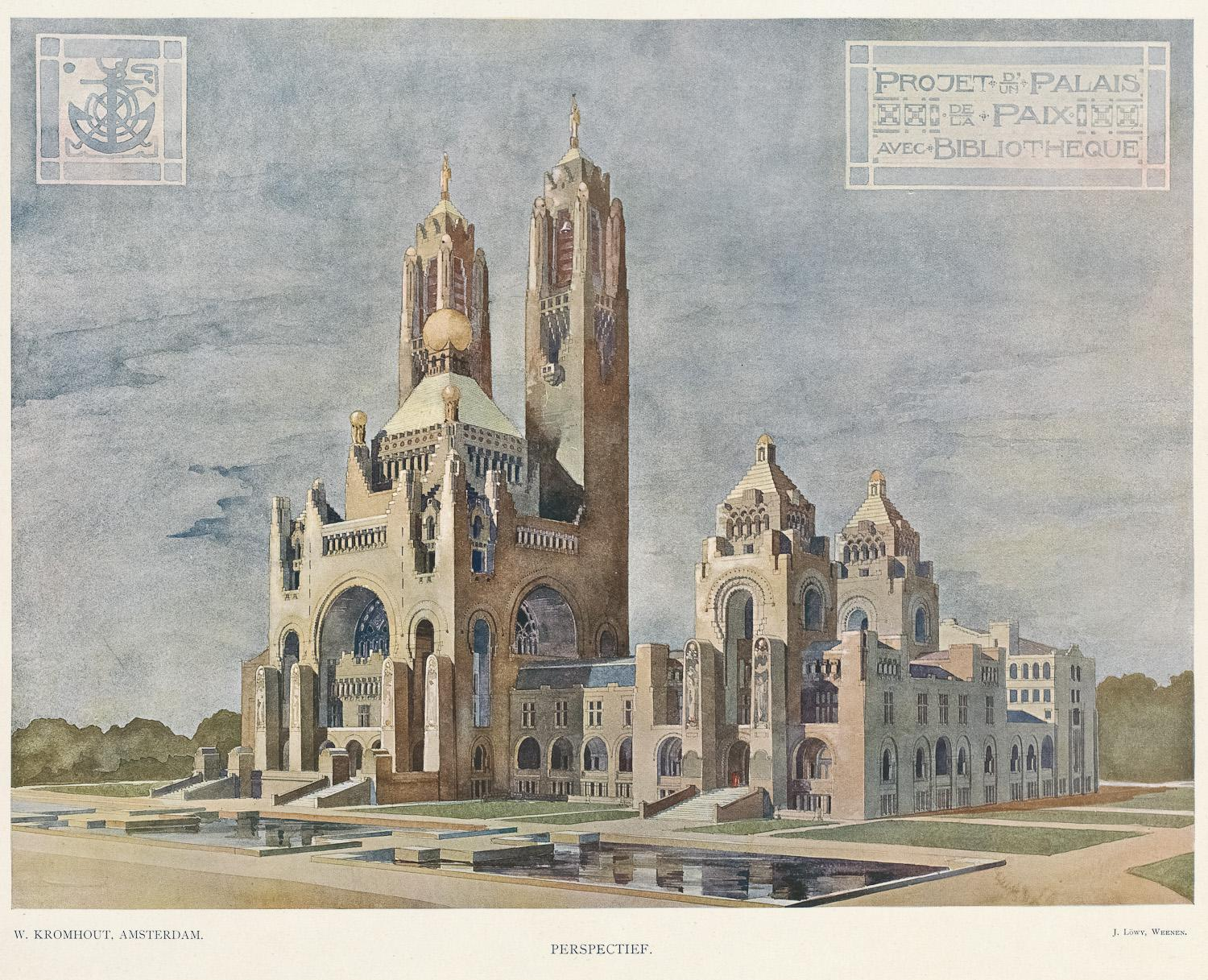
Willem Kromhout, Prijsvraagontwerp voor het Vredespaleis, 1905-1906

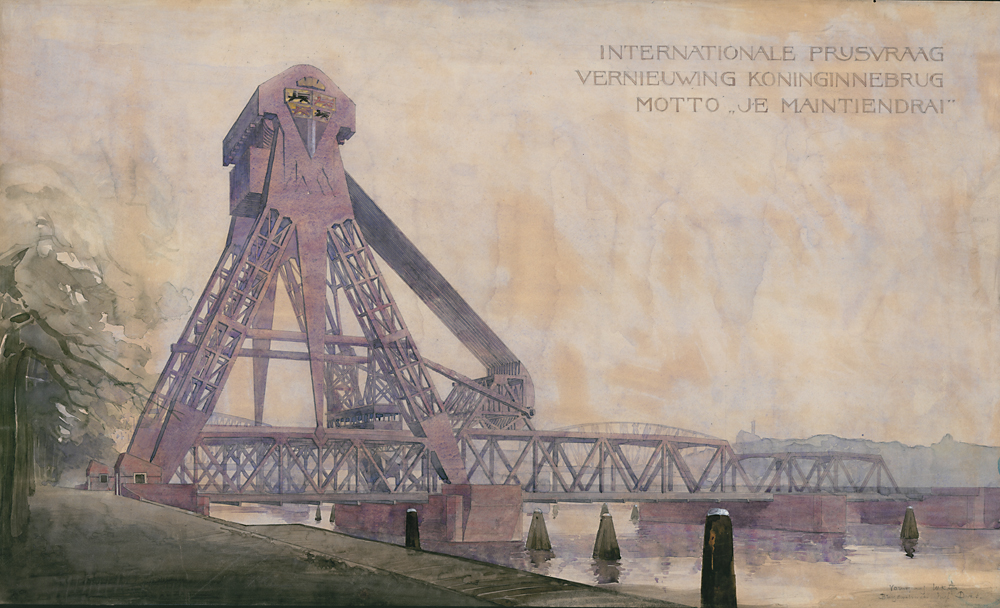
Willem Kromhout, Prijsvraagontwerp voor een nieuwe Koninginnebrug in Rotterdam, 1925, Collectie NAi, KROM 73

#### Prijsvragen
- 1890 – Stadhuis, Zutphen
- 1905-1906 – Vredespaleis, Den Haag
- 1907-1908 – Bebouwing Dam en omgeving, Amsterdam
- 1912-1913 – Stadhuis, Rotterdam
- 1913-1916 – Damhotel, Amsterdam
- 1917 – Rijksacademie, Amsterdam
- 1924-1926 – Koninginnebrug, Rotterdam
- 1926 – Koopmansbeurs, Rotterdam
- 1937 – Stadhuis, Amsterdam
- 1937 – Stadhuis, Eindhoven

#### Stedebouw
- 1920 – Hofplein, Rotterdam
- 1920-1929 – Uitbreidingsplan Rotterdam-Noord (Blijdorp) (gewijzigd door Willem Gerrit Witteveen)
- 1931 – Plan West voor de bebouwing van het De Savornin Lohmanplein en omgeving, Den Haag